# Warmbeekvallei
De Warmbeekvallei is een natuurgebied in de Belgische provincie Limburg. Het gebied bevindt zich langs de oevers van de Warmbeek tussen Kaulille en Achel en is eigendom van Limburgs Landschap vzw.
Het natuurgebied omvat onder meer de samenvloeiing van Warmbeek en Dorperloop bij Sint-Huibrechts-Lille, waar een moerassig veengebiedje ligt en de oevers steil zijn. Verder omvat het gebied natte hooi- en weilandjes, broekbossen, loof- en naaldbosjes. Ook omvat het gebied wateringen die in de 19e eeuw zijn aangelegd. In 1990 is men met het beheer begonnen. Meer dan 21 ha is in eigendom, en ruim 34 ha wordt beheerd.